# A.D. The Bible Continues
A.D. The Bible Continues is een Amerikaanse miniserie uit 2015. De serie is gebaseerd op de Bijbel en is het vervolg op de miniserie The Bible uit 2013 en werd wederom geproduceerd door Roma Downey en Mark Burnett. In de Verenigde Staten werd de eerste aflevering op 5 april 2015 (eerste Paasdag) uitgezonden door NBC. In totaal werden er 12 afleveringen uitgezonden.

## Verhaal
Het verhaal begin met de dood en herrijzenis van Christus. Hiermee gaat het verhaal verder waar de miniserie The Bible eindigde.

## Rolverdeling
| Acteur                      | Personage           | Nederlands               |
| --------------------------- | ------------------- | ------------------------ |
| Richard Coyle               | Caiaphas            | Kajafas                  |
| Vincent Regan               | Pilate              | Pontius Pilatus          |
| Adam Levy                   | Peter               | Petrus                   |
| Joanne Whalley              | Claudia             | Claudia                  |
| Chipo Chung                 | Mary Magdalene      | Maria Magdalena          |
| Babou Ceesay                | John                | Johannes                 |
| Chris Brazier               | Reuben              | Ruben                    |
| Fraser Ayres                | Simon the Zealot    | Simon                    |
| Jodhi May                   | Leah                | Lea                      |
| Will Thorp                  | Cornelius           | Cornelius                |
| Jóhannes Haukur Jóhannesson | Thomas              | Tomas                    |
| Ken Bones                   | Annas               | Annas                    |
| Kenneth Collard             | Barnabas            | Barnabas                 |
| Andrew Gower                | Caligula            | Caligula                 |
| Kevin Doyle                 | Joseph of Arimathea | Jozef van Arimathea      |
| Pedro Lloyd Gardiner        | Matthew             | Matteüs                  |
| Denver Isaac                | James               | James                    |
| Charlene Mckenna            | Eva                 | Eva                      |
| Francis Magee               | Levi                |                          |
| James Callis                | Antipas             | Herodes Antipas          |
| Emmett J Scanlan            | Saul                | Paulus                   |
| Claire Cooper               | Herodias            | Herodias                 |
| Farzana Dua Elahe           | Joanna              | Johanna                  |
| Georgiou                    | Boaz                |                          |
| Greta Scacchi               | Mother Mary         | Maria (moeder van Jezus) |
| Juan Pablo Di Pace          | Jesus               | Jezus                    |
| Indra Ové                   | Sapphira            | Saffira                  |

## Afleveringen
| Afl. | Titel                | Regisseur       | Scenarioschrijver | Datum         |  |
| ---- | -------------------- | --------------- | ----------------- | ------------- |  |
| 1    | The Tomb Is Open     | Ciaran Donnelly | Simon Block       | 5 april 2015  |  |
| 2    | The Body Is Gone     | Ciaran Donnelly | Simon Block       | 12 april 2015 |  |
| 3    | The Spirit Arrives   | Ciaran Donnelly | Andy Rattenbury   | 12 april 2015 |  |
| 4    | The Wrath            | Tony Mitchell   | Ben Newman        | 26 april 2015 |  |
| 5    | The First Martyr     | Tony Mitchell   | Ben Newman        | 3 mei 2015    |  |
| 6    | The Persecution      | Tony Mitchell   | Damian Wayling    | 10 mei 2015   |  |
| 7    | The Visit            | Brian Kelly     | Andy Rattenbury   | 17 mei 2015   |  |
| 8    | The Road to Damascus | Brian Kelly     | Damian Wayling    | 24 mei 2015   |  |
| 9    | Saul's Return        | Rob Evans       | Tom Grieves       | 31 mei 2015   |  |
| 10   | Brother In Arms      | Rob Evans       | Rachel Anthony    | 7 juni 2015   |  |
| 11   | Rise Up              | Paul Wilmshurst | Ben Newman        | 14 juni 2015  |  |
| 12   | The Abomination      | Paul Wilmshurst | Tom Grieves       | 21 juni 2015  |  |